# مجموعة هيجمان
هيجمان جروب أو مجموعة هيجمان هي اسم شركة قابضة ألمانية. المجموعة نشطة في مجالات البناء وتطوير المشاريع وبناء السفن والخدمات والتصنيع البحري والسياحة.

## التاريخ
تأسست المجموعة كشركة بناء في عام 1914 في بريمن على يد أغسطس رينرز. منذ عام 1973 كانت تحت إشراف ديتليف هيغمان، حفيد راينرز.
بعد التغيير السياسي في ألمانيا الشرقية، توسعت مجموعة هيجمان إلى الولايات الفيدرالية الجديدة. في عام 1992، استحوذت المجموعة على حوض بناء السفن بيني فيرفيت في فولغاست وأربع شركات تابعة لمجموعة ELBO Construction Group، والتي تم بناؤها من خلال مجموعات سكنية سابقة.أستحوذت بنسبة 30 في المائة على فولكس فيرفيت في شترالزوند حتى عام 1994 عندما باعتها إلى بريمر فولكان.

## دليل المواقع
- مجموعة هيجمان على الإنترنت